# Canimals
Canimals (en hangul, 캐니멀), es una serie de televisión surcoreana animada creada por Voozclub Co., Ltd., que combina CGI e imagen real. Se centra en una serie de latas de conserva, que se convierten en Canimals, cuando saben que nadie les está mirando. Estas criaturas fantásticas con aspecto de animales viven y trastean en el mundo a sus anchas. Curiosos, traviesos y juguetones convierten tareas rutinarias, rincones corrientes y actividades sencillas en divertidas aventuras.

## Personajes
- Ato: El perro más cándido del mundo. Entusiasta, simplón y siempre de buen humor, todos sus amigos intentan aprovecharse de él, aunque el exceso de ganas de Ato suele volverse en su contra.
- Oz: La gatita blanca más traviesa de todas. Pérfida, retorcida y juguetona, es poco femenina, para los estereotipos socialmente establecidos lista, pero muy creativa a la hora de amenazar la vida de los Canimals con sus juegos y ocurrencias.
- Uly: Un pug. Muy glotón, es capaz de ir al fin del mundo si hay comida ahí. De vez en cuando, deja a sus amigos por su deseo de comer a todas horas.
- Mimi: Una caniche blanca. Mandona, caprichosa, odiosa, egoísta y con demasiado carácter, al grado de que ni siquiera los objetos inanimados la pueden tolerar. Mimi se hace con el control de la situación aunque no se lo pidan y para el temor de los demás Canimals.
- Pow: Un misterioso búho. Suele actuar como el sabio de los Canimals. Pow suele tener un poder en la visión que noquea a quien le molesta para defenderse (o cuando le apetezca).
- Fizzy: Un gato siamés desastre. Torpe, soñador y coleccionista de objetos brillantes, Fizzy se cree el mejor ninja de todo el mundo, pero siempre hay otros Canimals para devolverle a la realidad.
- Toki: El conejo más hiperactivo del mundo, que nunca se cansa. Curioso, deportivo e inquieto, Toki no puede mantenerse quieto. Corre, salta, rueda y molesta a los Canimals con los que se cruza.
- Nia: Una gatita pequeña y tímida, sobre todo asustadiza, pero, al momento de huir o gritar, es un verdadero problema.
- Leon: Un camaleón canalla y divertido. Egoísta, fanfarrón y competitivo, León se sirve de su visión de 360 grados, su camuflaje y su rapidísima lengua para conseguir sus tropelías, pero sus amigos ya le han pillado el truco.

## Episodios
1. El ritmo de la noche: El interés de Toki en escucha el reproductor de MP3 de un ser humano en la noche termina por molestar a Uly, Mimi y dormir de Leon.
2. Vacaciones en la cocina: Es un día caluroso Oz, Mimi, Toki, y Ato tienen la idea de convertir un fregadero de la cocina en una piscina.
3. Latas submarinas: Fizzy termina luchando con un cangrejo ermitaño para un anillo brillante que cae en un tanque de peces.
4. El amor de Toki: Mimi celoso intenta todo lo posible para lanzar una llave en una relación entre Toki y una lata con una coneja en él.
5. Uly y la manzana: Uly y Pow luchar por el derecho a un manzana, aunque las manzanas tienen algunos efectos secundarios imprevistos en Uly de ...
6. Lección de pintura: Mimi exige que Oz, Ato y Leon pintan un cuadro de ella, aunque sus pinturas resultan menos que satisfactorio ...
7. Superlata: Fizzy hace todo lo posible para imitar un superhéroe que ha visto en la televisión.
8. Maquillaje para una lata: Las niñas (y Uly) mantienen un concurso de belleza para ver quién puede ganar un trofeo dulce.
9. Lata atrapada no identificada: La elección es clara para Uly cuando encuentra algo de dinero para una máquina expendedora: una barra de chocolate o una Mimi atrapado ...
10. La mascota de la clase: Nia se hace amigo de un pez de colores, sino que también debe defenderse de una Uly hambre.
11. Cohete y latas: Cuando la bola se golpea fuera del alcance de Pow, Ato y Toki utilizar una lata de refresco como un cohete para recuperarlo.
12. En la nieve: Ato y Oz encontrar un trineo de nieve y llevarlo a dar un paseo, pero también tienen que outride una bola de nieve rodando su camino.
13. ¿Culpable o inocente?: Mimi y Nia toman en un nuevo gatito Canimal, pero Ato está convencido de que "Pip" no es lo que parece ser ...
14. Lata busca lata: Uly encuentra el paraíso en una máquina expendedora, pero deben hacer frente a Leon con el fin de llegar a la trata dentro.
15. Tribu de latas: Ato, Toki y Nia se tropiezan con un complejo urbano, sino una tribu de Canimals ardilla y su jefe no se atan a su intrusión.
16. Ladrón de latas: Mimi y Wooang carrera a través de la ciudad para rescatar a Uly, que ha conseguido atrapado en una maleta.
17. Lata sonámbula: Pobre Nia ha recortado su trabajo cuando tiene que evitar que un Mimi sonambulismo se lastime o, peor aún, de ser descubierto por los humanos ...
18. La avispa: Pow termina por ser picado cuando se irrita a un enjambre de avispas.
19. El muñeco bebé: Mimi y Nia tratan de volver a una muñeca a su silla de paseo.
20. Latas hambrientas: Mimi, Toki y Leon terminan corriendo por sus vidas cuando se los ve como Uly alimentos.
21. Hipnosis: Toki y Nia tropiezan a través de conjunto de magia de un mago, que tiene algunos efectos imprevistos en Nia ...
22. El huevo: Con dos Canimals, se obtiene rollo de huevo; es decir, Pow quiere salir del cascarón de un huevo, pero Leon también lo quiere comer ...
23. Lata veo, lata quiero: excluidos de jugar con Mimi y Nia, Oz utiliza Uly para robar el equipo de cocina las niñas jueguen con.
24. Latas alarmadas: Nia no puede dejar de llorar cuando una muñeca que le gusta termina fuera de su alcance, por lo Ato y Oz tratan de recuperarlo.
25. Latas en la arena: Mimi termina luchando para recuperar un castillo de arena que ha sido tomada por Oz y Uly.
26. Latas dobles: Leon se hace pasar por Mimi para llegar a un poco de cereal cuando acosado por su parte por Uly.
27. Latas y hormigas: Uly, Fizzy y Toki terminan en el lado equivocado de una colonia de hormigas que seguir tomando la comida de.
28. El jarrón: Uly, Toki, Leon y Pow terminan atrapados en un florero de cristal cuando se pelean por piruleta de Nia.
29. Encaprichados: Mimi se golpea violentamente por una muñeca de un novio.
30. La cámara: Nia se convence de que Uly está atrapado dentro de una cámara.
31. Gnomos: Con la ayuda de Leon, Oz juega una broma a Mimi y Nia implican enanos de jardín.
32. Latas ocultas: Fizzy tratará de hacer cualquier cosa para conseguir un pedazo de un muffin Mimi encuentra, incluso si esto significa disfrazarse ...
33. Bravucones: Intimidan Oz y Toki, Nia encaje y sirve al de un robot a control remoto para aterrorizarlos.
34. Con las manos en la lata: Uly se atasca en un vaso de agua y los otros Canimals tienen que liberarlo antes de que se descubra.
35. Érase una vez: Un cuento de hadas que se lee a un niño se convierte en un sueño para Mimi ...
36. Latas voladoras: Toki salta sobre con algunos globos, pero sin querer consigue Mimi y Uly atados en la cadena ...
37. Latas sobre ruedas: Oz quiere un rodillo de repuesto patinar todo para ella y hará todo lo que pueda para conseguirlo.
38. Gelatina enlatada: Toki se pone a sí mismo atrapado en un tazón de gelatina cuando se establece, por lo que Mimi, Nia y Uly tratar de liberarlo antes de que se descubrió por los seres humanos.
39. Chile con latas: el plan de Oz para cocinar kebabs mexicanos desechados por conseguir Koby comer chiles picantes tiene consecuencias inesperadas.
40. Latas para reciclar: Ato tiene un resfriado y se hace amigo de una marioneta del calcetín maloliente. Mimi y Fizzy hacen todo lo posible para romper esta relación apestoso.
41. Torre de latas: Una de las bromas de Oz, que implican un poco de pegamento, se vuelve loco cuando Toki, Nia, Leon y Pow se pegan.
42. Ratones y latas: Ato, Toki y Uly encontrarse frente a un montón de trampas para ratones.
43. Mamá lata: El error Canimals todo un pastel para sus diversas madres ...
44. En la clase: Los gatos y los perros juegan alrededor en un salón de clases y cumplir con un pez de colores que hace casi todo lo que hacen.
45. Café en lata: Mimi quiere que el calor de una taza de café para ella sola para que los chicos tratan de tomarlo todo lo que puedan.
46. El reloj cucú: Pow se enamora del cuco de un reloj de cuco, una relación que Leon no tomar en serio.
47. Lata salvaje: Un accidente por parte de Oz la deja, Ato y Nia corriendo por sus vidas de Capri.
48. El cumpleaños: Mimi trata desesperadamente de defender una tarta de cumpleaños de los otros Canimals, pensando que es sólo suyo.
49. La aspiradora: Fizzy, Leon y Uly entrar en una pelea con un vacío y Uly finalmente tiene que ser rescatados de la misma.
50. Lata gorila: En una fábrica de fruta, los Canimals descubre un gorila llamado Canimal wooga, que secuestra a Nia.
51. Imanes y latas: Una simple broma de Leon que involucra los imanes del refrigerador va mal cuando Ato hace cada vez más atractivo para los utensilios de cocina.
52. Latas y banditas: Mimi y Nia consigue la idea de jugar a los médicos y enfermeras, pero Uly, Toki y Leon no están dispuestos a recibir el tratamiento ...

## Premios
- Premio MIPCOM JR Kid’s Jury 2010 a la mejor serie de animación para niños de 7 a 10.

## Emisión internacional
- UNASUR: Disney XD.
- Australia: ABC3.
- España: Clan TVE.
- Indonesia: Global TV.
- Irlanda: RTÉjr.
- Italia: Italia 1.
- Reino Unido: CITV.
- México: Once TV (2012-2014)